# Мухаммад аль-Хасан ад-Даду
Муха́ммад аль-Хаса́н У́льд ад-Даду́ аш-Шанки́ти (араб. محمد الحسن ولد الددو الشنقيطي‎; род. 31 октября 1963, Бутилимит, Трарза, Мавритания) — мавританский исламский учёный-богослов, правовед и руководитель центра подготовки исламских учёных Мавритании. По происхождению — хашимит со стороны матери и химьярит со стороны отца, оба его родителя также были исламскими учёными. Несколько раз арестовывался у себя на родине. В 2010—2011 годах участвовал в создании Исламского университета Абдуллы ибн Ясина. Является членом МСМУ.

## Биография
Родился 31 октября 1963 года в Бутилимит (Мавритания). Начал изучать Коран в возрасте 5 лет и закончил после исполнения 7 лет. Учить арабскому языку и исламу его начал его отец и дед, от которых он выучил Коран в обеих вариантах кираата: Варш и Калун ан-Нафи, а также основы улум аль-Куран (коранические науки). От своего деда получил иджазу более чем в 40 различных дисциплинах и оставался с ним до самой смерти последнего в 1982 году. Имеет иджазы по всем 10 кораническим чтениям, а также по всем основным сборникам суннитских хадисов: 2 сахиха, 4 сунана, Муватта Малика, Мусадрак Хаким, муснад имама Ахмада и т. п. Также получил иджазу и от других учёных со всего исламского мира, среди которых: Абдуль Фаттах Абу Гудда, Хамуд ат-Тувейджри, Абдуллах ибн Сиддик аль-Гумари, Абу-ль-Хасан ан-Надауи и пр. Также одним из его учителей был известный шейх Мухаммад Салим Вильд Адуд, что является ему дядей по материнской линии. В 1986 году получил степень бакалавра на юридическом факультете Университета Нуакшота, а также обучался в Национальном институте высших исламских исследований. Имеет Ph.D. по фикху и усуль ад-дин. Является автором множества публикаций и книг. В декабре 2012 года посетил с визитом Сектор Газа на конференции, посвящённую 25-летию создания движения ХАМАС, на которой присутствовали высшие чины ХАМАС, в т.ч. Халед Машаль, и выступил там с речью и призвал к поддержке палестинского движения.